# Авдіївський виступ робітників 1905
Авдіївський виступ робітників 1905 — збройний виступ робітників ст. Авдіївка колишньої Катерининської залізниці. 

## Історія
У грудні 1905 робітники та службовці Авдіївки приєдналися до загальнополітичного страйку в Горлівському районі. 13 (26) грудня відбулася збройна сутичка між повстанцями та військами. В боротьбі проти карателів дружинникам Авдіївки допомагали бойові загони робітників селищ Ясинувата, Гришине, Дебальцеве, Юзове, Петрівського металургу (Єнакієве) та селян сіл навколишніх.
14 (27) грудня, за ініціативою більшовиків, в Авдіївці було скликано з’їзд бойових дружин. Авдіївська дружина взяла участь у Горлівському збройному повстанні 1905 року.